# Mitchell County (Georgia)
Mitchell County is een county in de Amerikaanse staat Georgia.
De county heeft een landoppervlakte van 1.326 km² en telt 23.932 inwoners (volkstelling 2000). De hoofdplaats is Camilla.

## Bevolkingsontwikkeling

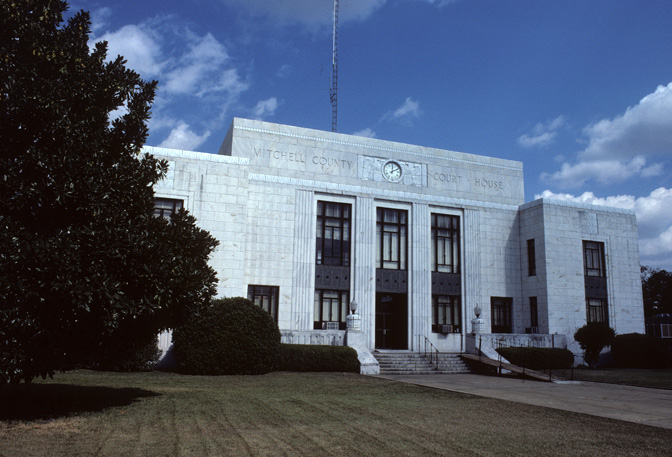
Mitchell County Courthouse